# Chloe Birch
Chloe Birch (Preston, 16 de septiembre de 1995) es una deportista británica que compite en bádminton para Inglaterra, en la modalidad de dobles.
Ganó una medalla de plata los Juegos Europeos de Minsk 2019 y una medalla de plata en el Campeonato Europeo de Bádminton de 2021.

## Palmarés internacional
| Representando al Reino Unido |                     |                  |        |
| Juegos Europeos              |                     |                  |        |
| Año                          | Lugar               | Medalla          | Prueba |
| 2019                         | Minsk (Bielorrusia) | Medalla de plata | Dobles |
| Representando a Inglaterra   |                     |                  |        |
| Campeonato Europeo           |                     |                  |        |
| Año                          | Lugar               | Medalla          | Prueba |
| 2021                         | Kiev (Ucrania)      | Medalla de plata | Dobles |